# Oímbra
Oímbra là một đô thị trong tỉnh Ourense, thuộc vùng Galicia ở tây bắc Tây Ban Nha. Dân số 1996 (2001) và diện tích 72 km².